# Cmentarz żydowski w Białym Borze
Cmentarz żydowski w Białym Borze – cmentarz osób narodowości żydowskiej w Białym Borze. Znajduje się u zbiegu ulic Bobolickiej i Mickiewicza.
Został założony w przed 1785 rokiem i zajmuje powierzchnię 0,1 ha. 
Cmentarz został zniszczony podczas II wojny światowej. W późniejszych latach dewastacja obiektu postępowała. Według relacji w latach 70. XX wieku część ocalałych macew została zepchnięta do rowu. 
Do naszych czasów zachowało się około dziesięciu wykonanych z piaskowca nagrobków z napisami w języku hebrajskim i niemieckim, pozostałości muru cmentarnego i starodrzew porastający teren kirkutu.
Dnia 28 października 2021 roku na Cmentarzu Żydowskim w Białym Borze odsłonięto tablicę upamiętniająca życie i śmierć społeczności żydowskiej w Białym Borze. Wcześniej teren został uprzątnięty i uporządkowany.